# Fonction G de Barnes

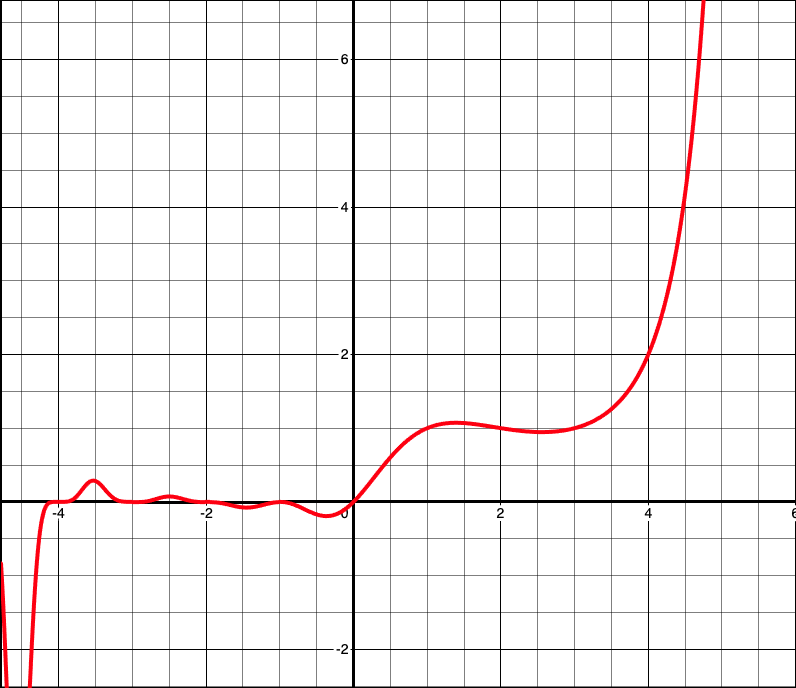
Représentation graphique de la fonction G de Barnes sur la droite réelle.

En mathématiques, la fonction G de Barnes est une fonction qui prolonge la superfactorielle aux nombres complexes. Elle est reliée à la fonction gamma, à la fonction K, ainsi qu'à la constante de Glaisher-Kinkelin. Elle est nommée d'après le mathématicien Ernest William Barnes.
Formellement, la fonction G de Barnes est définie par le produit de Weierstrass suivant:
{\displaystyle G(1+z)=(2\pi )^{z/2}\exp \left(-{\frac {z+z^{2}(1+\gamma )}{2}}\right)\,\prod _{k=1}^{\infty }\left\{\left(1+{\frac {z}{k}}\right)^{k}\exp \left({\frac {z^{2}}{2k}}-z\right)\right\}}
où {\displaystyle \,\gamma } est la constante d'Euler–Mascheroni, exp la fonction exponentielle.

## Équation fonctionnelle
La fonction G de Barnes satisfait à l'équation fonctionnelle suivante
{\displaystyle G(z+1)=\Gamma (z)\,G(z)}
avec la condition G(1) = 1. Cette équation fonctionnelle est similaire à celle de la fonction gamma :
{\displaystyle \Gamma (z+1)=z\,\Gamma (z).}
L'équation précédente implique que G prend les valeurs suivantes sur les naturels :
{\displaystyle G(n)={\begin{cases}0&{\text{si }}n\in \mathbb {Z} /\mathbb {N} \\[2pt]\displaystyle \prod _{i=0}^{n-2}i!&{\text{si }}n=\mathbb {N} ^{*}\end{cases}}}
(en particulier, {\displaystyle \,G(0)=0,G(1)=1}) et donc
{\displaystyle G(n)={\frac {(\Gamma (n))^{n-1}}{K(n)}}}
où {\displaystyle \,\Gamma (x)} désigne la fonction gamma et K la fonction K. L'équation fonctionnelle décrit de manière unique G si l'on ajoute la condition de convexité : {\displaystyle (\forall x\geq 1)\,{\frac {\mathrm {d} ^{3}}{\mathrm {d} x^{3}}}\log(G(x))\geq 0}.
La valeur en 1/2 de la fonction G vaut {\displaystyle G\left({\frac {1}{2}}\right)=2^{\frac {1}{24}}{\mathrm {e} }^{{\frac {3}{2}}\zeta '(-1)}\pi ^{-{\frac {1}{4}}}.}
où ζ' désigne la dérivée de la fonction zeta de Riemann.

## Formules des compléments
Les équations fonctionnelles sur la fonction G et gamma peuvent être utilisées pour obtenir la formule suivante (prouvée à l'origine par Hermann Kinkelin (en)) :
{\displaystyle \log G(1-z)=\log G(1+z)-z\log 2\pi +\int _{0}^{z}\pi x\cot \pi x\,\mathrm {d} x.}
L'intégrale log-tangente du membre de droite peut être évaluée en fonction de la fonction de Clausen (d'ordre 2), comme indiqué ci-dessous :
{\displaystyle 2\pi \log \left({\frac {G(1-z)}{G(1+z)}}\right)=2\pi z\log \left({\frac {\sin \pi z}{\pi }}\right)+\operatorname {Cl} _{2}(2\pi z)}
La preuve repose sur une intégration par partie et la définition de la fonction de Clausen.
En utilisant l'équation{\displaystyle \,G(1+z)=\Gamma (z)\,G(z)}et la formule de symétrie, on obtient la formule équivalente :
{\displaystyle \log \left({\frac {G(1-z)}{G(z)}}\right)=z\log \left({\frac {\sin \pi z}{\pi }}\right)+\log \Gamma (z)+{\frac {1}{2\pi }}\operatorname {Cl} _{2}(2\pi z)}

## Autre forme
Le changement de variable z en 1/2 − z donne la formule suivante (faisant intervenir les polynômes de Bernoulli) :
{\displaystyle \log \left({\frac {G\left({\frac {1}{2}}+z\right)}{G\left({\frac {1}{2}}-z\right)}}\right)=} {\displaystyle \log \Gamma \left({\frac {1}{2}}-z\right)+B_{1}(z)\log 2\pi +{\frac {1}{2}}\log 2+\pi \int _{0}^{z}B_{1}(x)\tan \pi x\,\mathrm {d} x}

## Développement en série entière
Par le théorème de Taylor, en considérant les dérivés logarithmiques de la fonction de Barnes, on peut obtenir le développement suivant:
{\displaystyle \log G(1+z)={\frac {z}{2}}\log 2\pi -\left({\frac {z+(1+\gamma )z^{2}}{2}}\right)+\sum _{k=2}^{\infty }(-1)^{k}{\frac {\zeta (k)}{k+1}}z^{k+1}.}
qui est valide pour {\displaystyle \,0<z<1}. Ici, {\displaystyle \,\zeta (x)} est la fonction zêta de Riemann :
{\displaystyle \zeta (s)=\sum _{n=1}^{\infty }{\frac {1}{n^{s}}}.}
Cela fournit l'égalité :
{\displaystyle {\begin{aligned}G(1+z)&=\exp \left[{\frac {z}{2}}\log 2\pi -\left({\frac {z+(1+\gamma )z^{2}}{2}}\right)+\sum _{k=2}^{\infty }(-1)^{k}{\frac {\zeta (k)}{k+1}}z^{k+1}\right]\\&=(2\pi )^{z/2}\exp \left[-{\frac {z+(1+\gamma )z^{2}}{2}}\right]\exp \left[\sum _{k=2}^{\infty }(-1)^{k}{\frac {\zeta (k)}{k+1}}z^{k+1}\right].\end{aligned}}}
En comparant cette dernière égalité avec la forme produit de la fonction de Barnes, on obtient :
{\displaystyle \exp \left[\sum _{k=2}^{\infty }(-1)^{k}{\frac {\zeta (k)}{k+1}}z^{k+1}\right]=\prod _{k=1}^{\infty }\left\{\left(1+{\frac {z}{k}}\right)^{k}\exp \left({\frac {z^{2}}{2k}}-z\right)\right\}}

## Formule de multiplication
De même que la fonction gamma, la fonction G a une formule multiplicative :
{\displaystyle G(nz)=K(n)n^{n^{2}z^{2}/2-nz}(2\pi )^{-{\frac {n^{2}-n}{2}}z}\prod _{i=0}^{n-1}\prod _{j=0}^{n-1}G\left(z+{\frac {i+j}{n}}\right)}
où {\displaystyle K(n)} est donnée par :
{\displaystyle K(n)=\mathrm {e} ^{-(n^{2}-1)\zeta ^{\prime }(-1)}\cdot n^{\frac {5}{12}}\cdot (2\pi )^{(n-1)/2}\,=\,(A\mathrm {e} ^{-{\frac {1}{12}}})^{n^{2}-1}\cdot n^{\frac {5}{12}}\cdot (2\pi )^{(n-1)/2}.}
et {\displaystyle A} est la constante de Glaisher–Kinkelin.

## Développement asymptotique
Le logarithme de G(z + 1) a le développement asymptotique suivant, établi par Barnes :
{\displaystyle \log G(z+1)={\frac {z^{2}}{2}}\log z-{\frac {3z^{2}}{4}}+{\frac {z}{2}}\log 2\pi -{\frac {1}{12}}\log z+\left({\frac {1}{12}}-\log A\right)+\sum _{k=1}^{N}{\frac {B_{2k+2}}{4k\left(k+1\right)z^{2k}}}~+~O\left({\frac {1}{z^{2N+2}}}\right).}
où {\displaystyle B_{k}} désignent les nombres de Bernoulli. Ce développement est valide pour {\displaystyle z} dans n'importe quel ouvert ne contentant pas l'axe réel négatif axis avec {\displaystyle |z|} assez grand.

## Relation à la fonction loggamma
La fonction loggamma est reliée à la fonction G par l'équation :
{\displaystyle \int _{0}^{z}\log \Gamma (x)\,\mathrm {d} x={\frac {z(1-z)}{2}}+{\frac {z}{2}}\log 2\pi +z\log \Gamma (z)-\log G(1+z)}
La preuve consiste d'abord à étudier la différence logarithmique de la fonction gamma et de la fonction G de Barnes :
{\displaystyle z\log \Gamma (z)-\log G(1+z)}
en considérant la définition de la fonction Gamma comme produit de Weierstrass:
{\displaystyle {\frac {1}{\Gamma (z)}}=z\mathrm {e} ^{\gamma z}\prod _{k=1}^{\infty }\left\{\left(1+{\frac {z}{k}}\right)\mathrm {e} ^{-z/k}\right\}}
et {\displaystyle \,\gamma } est la constante d'Euler–Mascheroni.
On obtient donc
{\displaystyle {\begin{aligned}z\log \Gamma (z)-\log G(1+z)&=-z\log \left({\frac {1}{\Gamma (z)}}\right)-\log G(1+z)\\[5pt]&={}{-z}\left[\log z+\gamma z+\sum _{k=1}^{\infty }\left\lbrace \log \left(1+{\frac {z}{k}}\right)-{\frac {z}{k}}\right\rbrace \right]\\[5pt]&\qquad -\left[{\frac {z}{2}}\log 2\pi -{\frac {z}{2}}-{\frac {z^{2}}{2}}-{\frac {z^{2}\gamma }{2}}+\sum _{k=1}^{\infty }\left\lbrace k\log \left(1+{\frac {z}{k}}\right)+{\frac {z^{2}}{2k}}-z\right\rbrace \right]\end{aligned}}}
Soit
{\displaystyle \sum _{k=1}^{\infty }\left\lbrace (k+z)\log \left(1+{\frac {z}{k}}\right)-{\frac {z^{2}}{2k}}-z\right\rbrace ={-z}\log z-{\frac {z}{2}}\log 2\pi +{\frac {z}{2}}+{\frac {z^{2}}{2}}-{\frac {z^{2}\gamma }{2}}-z\log \Gamma (z)+\log G(1+z)}
D'autre part, on prend le logarithme du produit de Weierstrass de la fonction gamma et on intègre sur l'intervalle {\displaystyle \,[0,\,z]} :
{\displaystyle {\begin{aligned}\int _{0}^{z}\log \Gamma (x)\,\mathrm {d} x=-\int _{0}^{z}\log \left({\frac {1}{\Gamma (x)}}\right)\,\mathrm {d} x={-(z\log z-z)}-{\frac {z^{2}\gamma }{2}}-\sum _{k=1}^{\infty }\left\lbrace (k+z)\log \left(1+{\frac {z}{k}}\right)-{\frac {z^{2}}{2k}}-z\right\rbrace \end{aligned}}}
Les deux égalités obtenues amènent :
{\displaystyle \int _{0}^{z}\log \Gamma (x)\,\mathrm {d} x={\frac {z(1-z)}{2}}+{\frac {z}{2}}\log 2\pi +z\log \Gamma (z)-\log G(1+z)}
Et puisque{\displaystyle \,G(1+z)=\Gamma (z)\,G(z)},
{\displaystyle \int _{0}^{z}\log \Gamma (x)\,\mathrm {d} x={\frac {z(1-z)}{2}}+{\frac {z}{2}}\log 2\pi -(1-z)\log \Gamma (z)-\log G(z)\,.}